# Отвес
Отве́с (шнуровой отвес) — приспособление, состоящее из тонкой нити и грузика на её конце, позволяющее судить о правильном вертикальном положении, служащее для вертикальной юстировки поверхностей (стен, простенков, кладки и т. д.) и стоек (столбов и т. д.). Под действием силы тяжести нить принимает постоянное направление (отвесная линия).
Оконечность грузика должна точно находиться на продолжении натянутой нити, для этой цели грузику придают вид опрокинутого конуса, поставленного на цилиндр; в основание цилиндра ввинчивается маленький цилиндрик так, чтобы центры их совпадали; в центральное отверстие последнего пропускается нить с узлом на конце.

## История
Использование отвеса, надо предполагать, возникло в Египте при построении зданий. Найдены отвесы времён конца Третьей династии. Египтяне изобрели инструмент, напоминающий букву E, от которого отвесная линия была подвешена к верхней внешней части E. Проверка на вертикальность поверхности достигается путём прикладывания к ней отвеса. Положение поверхности вертикально, если нить прикасается к нижнему выступу отвеса, оставаясь при этом ровной. Как ни странно, этот полезный инструмент, по-видимому, был забыт на многие века и вновь появился только в наше время.

## Применение
Отвес применяется для установки реек в вертикальное положение для вертикальной юстировки при нивелировании неровного положения, в конструкциях мензулы, ватерпаса и в угломерных инструментах для установки центра лимба над точкой местности.
Широкое применение отвес находит в строительстве и землеройных работах.
В строительстве для разметочных и строительных работ, наряду с отвесом, используют уровень (ровень, ровняло, юстимер), угломер, шнур и лазерный луч.

## Особенности шнурового отвеса
Недостаток отвеса в том, что им нельзя пользоваться при сильном ветре. Отчасти это компенсируется увеличением массы грузика и утончением нити.
Для скорейшего успокоения колебаний длинных отвесов в строительстве грузик (желательно латунный) иногда помещают в банку с водой, стоящую под отвесом.

## Другие варианты отвесов
- Жёсткий — раздвижная штанга с остриём на конце, свисающая вертикально либо устанавливаемая вертикально по пузырьковому уровню.
- Оптический — зрительная труба, визирный луч которой устанавливают вертикально по уровню.

## Другие значения
- В масонстве отвес — рабочий инструмент второго стража; совершенная эмблема непреклонности и прямоты. В оперативном смысле — орудие каменщика, дуга, к верхней точке которой привешен на вервии груз, помогающий определить вертикальность стесываемых граней камня.

## В геральдике
Эмблема Кабо-Верде. Отвес — символ честности.